# Batalla del Río San Juan de Nicaragua
La batalla por el Río San Juan de Nicaragua fue una de las batallas de la guerra anglo-española de 1761-1763. La batalla, tuvo lugar de julio a agosto de 1762, cuando William Lyttelton, gobernador británico y comandante jefe de Jamaica, envió una expedición naval a Nicaragua con el objetivo principal de la captura de la ciudad de Granada y asentar su dominio en América Central.

## Antecedentes
Debido a que América Central representaba una vía potencial entre el Atlántico y el Pacífico, así como al deseo de los británicos de ampliar la colonización de dicha zona más allá del área asentada en Mosquitia, Nicaragua fue el blanco principal de los ataques británicos durante el siglo XVIII. Debido a los intereses económicos de los británicos en la zona, se firmó el 16 de marzo de 1740 un tratado entre el rey Eduardo I del pueblo miskito y el rey Jorge II de Gran Bretaña. En el marco de los términos del tratado, se establecería un protectorado sobre Mosquitia y los británicos suministrarían armas modernas al reino.
Cuando estalló la guerra de los Siete Años en Europa en 1756, España, inicialmente, no llegó a unirse a ninguna de las dos coaliciones.
Más avanzada la guerra de los Siete Años, el gobierno español se preocupó de que la cadena de grandes pérdidas francesas a manos de los británicos se había convertido en una amenaza para los intereses españoles. El 15 de agosto de 1761, el rey Carlos III de España y el rey Luis XV de Francia firmaron el Tercer pacto de Familia. Este tratado creó una alianza entre España y Francia, y llevó a España a entrar en la guerra, iniciando la guerra anglo-española de 1761-1763.
Gran Bretaña declaró la guerra a España el 4 de enero de 1762 y, a su vez, España a Gran Bretaña el 18 de enero de 1762. Los británicos capturaron La Habana y Manila a principios de 1762. También a principios de 1762, William Lyttelton, gobernador británico y comandante jefe de Jamaica, propuso una expedición naval a Nicaragua. El objetivo era navegar hasta el lago Nicaragua y luego capturar la ciudad de Granada.
El conflicto se inició en junio de 1762, durante la administración del gobernador interino de Nicaragua Melchor Vidal de Lorca y Villena. Instigado y ayudado por la fuerza expedicionaria británica, un grupo de miskitos atacó las plantaciones de cacao en el valle de Matina. Al mes siguiente se allanaron muchos asentamientos defendidos en Nicaragua, incluyendo Jinotega, Acoyapa, Lovigüisca, San Pedro de Lóvago, la misión de Apompuá, cerca de Juigalpa, y Muy Muy. A su paso quemaron y saquearon aldeas, así como capturaron algunos prisioneros españoles. Muchas de las personas que capturaron fueron vendidos como esclavos a los comerciantes británicos y transportados a Jamaica.
El combinado inglés y miskito se dirigió hacia la fortaleza de la Inmaculada Concepción, en el río San Juan, en julio. La fuerza atacante se componía de dos mil hombres y más de medio centenar de barcos, mientras que los soldados de la fortaleza eran tan sólo alrededor de un centenar. Para empeorar las cosas, los invasores amenazaban la región, en un momento en que el comandante de la fortaleza, don José de Herrera y Sotomayor, se encontraba mortalmente enfermo. Mientras el comandante español de la fortaleza, José de Herrera, moría de enfermedad, su hija Rafaela Herrera hizo un juramento solemne a su padre de que iba a defender la fortaleza a costa de su vida si es necesario.

## La batalla
El sitio británico a la Fortaleza de la Inmaculada Concepción comenzó formalmente el 29 de julio de 1762, aproximadamente a las 4:00 a. m., cuando se escucharon desde el castillo un disparo de cañón y una prolongada descarga cerrada de fusilería río abajo, cerca del puesto avanzado español. La guarnición se puso inmediatamente en pie de armas, se preparó la artillería y se reforzaron las posiciones en previsión de un ataque inminente. El alférez Juan de Aguilar y Santa Cruz, quien había asumido el mando tras la muerte del castellano José de Herrera y Sotomayor a mediados de mes, ordenó el envío de una chalupa de reconocimiento hacia el lugar de los disparos. Al llegar cerca del puesto de la vigía, los españoles avistaron fuerzas enemigas y se retiraron bajo fuego; aunque no hubo bajas, abandonaron la embarcación y regresaron a la fortaleza por tierra.
Más tarde esa mañana, siete grandes piraguas británicas, acompañadas por numerosos cayucos, se aproximaron río abajo. Tras un breve intercambio de fuego—incluidos nueve disparos de cañón—las embarcaciones enemigas desembarcaron tropas en la ribera sur, utilizando la vegetación como cobertura frente a la artillería del castillo. Asimismo, destacamentos enemigos avanzaron por la ribera norte río arriba, ocultos entre el monte.
A media tarde, se observó que las fuerzas británicas formaban un cordón a lo largo de ambas orillas. En ese momento, dos caribes aliados intentaban regresar a un rancho cercano, a distancia de un tiro de fusil de la fortaleza, donde habían dejado a sus esposas. Al acercarse en su cayuco, encontraron una gran concentración de soldados ingleses y zambos. Desde el castillo Rafaela Herrera, la hija del difunto castellano pidió permiso al teniente para disparar un cañonazo contra el enemigo. Autorizada, ella misma apuntó y disparó con tal precisión que de los muchos enemigos reunidos, se vieron huir muy pocos. El impacto con metralla y bala causó gran confusión y bajas entre los atacantes. Uno de los caribes logró escapar y regresar al castillo, donde confirmó la destrucción provocada, señalando que entre los muertos se encontraba un oficial inglés de alto rango, alcanzado en el pecho.
Tras este hecho, los británicos intensificaron su ofensiva con un prolongado fuego de fusilería durante toda la noche, alzando siete banderas inglesas como símbolo de combate.
El 30 de julio, las fuerzas británicas mantuvieron sus posiciones, ahora organizadas en siete campamentos distintos, acordonados con centinelas y pelotones de fuego. La guarnición española respondió con artillería, obligando a los enemigos a retroceder ligeramente. Esa misma mañana, un oficial británico y su intérprete se acercaron al castillo bajo bandera blanca, exigiendo la rendición y entrega de las llaves de la fortaleza, ofreciendo garantías de seguridad en nombre de su comandante general. El alférez Aguilar rechazó la propuesta, declarando que no podía capitular sin orden superior y que la fortaleza estaba dispuesta a resistir. Acordaron una breve tregua para recuperar varias piezas de artillería ligera que se encontraban en la casa del difunto castellano.
Más tarde ese día, el emisario británico regresó con nuevas amenazas, advirtiendo que cualquier salida del castillo resultaría en la masacre de sus ocupantes. Aguilar respondió que la fortaleza y el territorio eran del Rey de España y no del de Inglaterra, y que si continuaban las hostilidades o la destrucción de los plantíos, consideraría terminadas las treguas. La noche transcurrió sin mayores acciones.
El 31 de julio, al amanecer, el emisario inglés regresó una vez más con su intérprete y repitió sus amenazas. Alegó que el comandante británico había observado durante la noche trabajos defensivos dentro del castillo y patrullas españolas hostigando sus posiciones. Exigió la rendición en un plazo de tres días, bajo amenaza de pasar a cuchillo a toda la guarnición. El teniente Aguilar se negó rotundamente, afirmando que solo podría entregar las llaves con una orden superior o muerto. Poco después, los británicos izaron una bandera negra acompañada por cuatro banderas inglesas, y reanudaron el fuego con intensidad. El castillo respondió con fuego sostenido de artillería y fusilería, prolongándose los combates durante toda la noche.
Durante los días 1 y 2 de agosto, el intercambio de disparos continuó con igual o mayor intensidad. Sin embargo, en la tarde del 2 de agosto, el fuego enemigo comenzó a debilitarse. A esa misma hora, un pequeño gorrioncito entró en la capilla del castillo y, posándose brevemente sobre la imagen de Nuestra Señora de la Purísima Concepción, patrona de la fortaleza, revoloteó y cantó ante ella antes de salir. Los defensores interpretaron este hecho como un presagio favorable.
El 3 de agosto, los centinelas notaron un significativo descenso en la actividad enemiga. Aunque aún se veían fogatas encendidas río arriba, no se observaban soldados. En los alrededores inmediatos del castillo quedaban solo algunas centinelas, mientras que río abajo se divisaron cayucos talando los platanares. Más tarde se escuchó una descarga cerrada de fusilería proveniente del monte, y las últimas centinelas visibles comenzaron a retirarse poco a poco.

## Consecuencias
Tras esta victoria, los españoles lograron mantener su posición en América Central durante la guerra de los Siete Años comprobando la eficacia de España ante una invasión británica del centro del continente. Por tanto, los británicos se dieron cuenta de que las defensas españolas estaban bien organizadas en aquella región y que la conquista de Centroamérica no era tan fácil como habían previsto.
España y Gran Bretaña comenzaron las negociaciones de paz (en Fontainebleau, 3 de noviembre de 1762), que culminaron en el Tratado de París el 10 de febrero de 1763. La Habana y Manila, que habían sido capturadas por los británicos, fueron devueltas a España a cambio de la Florida.

## En la cultura popular
La batalla es narrada gráficamente en el número 49 de la revista de historietas mexicana Aventuras de la vida real, del 1 de enero de 1960, titulado La guerrillera de luto.
La escena de Herrera disparando un cañón contra un barco inglés apareció en el reverso de los billetes de 5 córdobas, series A y B de 1991 y 1995, respectivamente. En el anverso estaba la efigie del cacique Diriangén.